# Konoe Sakihisa
Konoe Sakihisa (jap. 近衛 前久; * 1536; † 7. Juni 1612; (jap. Kalender: Keichō 慶長 17/5/8), veraltete Umschrift: Konoye Sakihisa, war von 1554 bis 1568 Kampaku (Regent) für zwei japanische Kaiser während der Sengoku-Zeit.

## Lebensweg
Konoe Sakihisa, der ursprünglich Harutsugu (晴嗣) hieß, war der Sohn von Konoe Tanaie und Noriko (慶子). Sein Vater war ein enger Vertrauter von Ashikaga Yoshiteru. Aufgrund seiner noblen Geburt in die bedeutendste Familie des Hochadels (kuge) wurde er wie sein Vater Kampaku (Regent). Er hatte fünf Geschwister. Bereits seit frühester Kindheit erhielt er verschiedene Ämter bei Hofe verliehen. Mit fünf Jahren stieg er in den wirklichen dritten Hofrang auf. Sein ältester Sohn war Nobutada später als Maler und Kalligraph berühmt.
Das Amt des Naidaijin bekam er 1547, es folgte 1553 die Ernennung zum Udaijin („Kanzler zur Rechten“). Nach Amtsantritt als Sadaijin („Kanzler der Linken“) 1554 – er war 18 Jahre alt – und zugleich als Kampaku für den Go-Nara-Tennō änderte er Anfang 1555 seinen Namen Harutsugu in Sakitsugu (前嗣). Später im selben Jahr folgte die Erhebungen in den folgenden ersten Hofrang. Er behielt das Kanzleramt bis 1557, die Regentschaft übte er, auch für den Ōgimachi-Tennō, bis 1568 aus.
Bereits 1558 wollte er die Unterstützung der Ōtomo suchen, um eine Veränderung der ungeordneten Machtverhältnisse im zersplitterten Land herbeizuführen. Er war dem Regionalherrscher von Echigo, Uesugi Kenshin (1530–78), seit dessen „Besuch,“ in Begleitung seiner Armee, in Kioto 1559, eng verbunden. Sie schlossen ein Abkommen, wobei Sakihisa Unterstützung bei Eroberung des ganzen Kantō zusagte. Er begab sich 1560 nach Echigo, als er noch Regent war, ein in der Geschichte einmaliger Vorgang. Im folgenden Jahr bereiste er die Provinzen Ueno und Shimousa. Als er im achten Monat 1562 in die Hauptstadt zurückkehrte, hatte er den Namen Sakihisa angenommen, unter dem er noch heute bekannt ist.
Nachdem sich seine Beziehungen zum siegreichen Ashikaga Yoshiaki weiter verschlechtert hatten, floh Sakihisa 1568 – des Kampaku-Amtes verlustig – zunächst in den Ishiyamahonganji von Ōsaka. Politisch war er, etwas engstirnig, der Ansicht, dass gesellschaftliche Stabilität innerhalb des traditionellen Systems zu erhalten sei. Für seine Unterstützung von Miyoshi erhielt er Land im Wert von 3000 koku. Dann ging er 1572 nach der Schlacht von Wakae (Provinz Kawachi), im Jahr darauf nach Tamba, von wo er in die Hauptstadt zurückkehrte.
Nun verbündete er sich mit Oda Nobunaga, dessen erklärter Gegner er gewesen war, und wurde bis Ende 1573 dessen wichtigster Berater. Er nahm auch am Feldzug Nobunagas gegen den Tada-Klan teil. Als Nobunaga an alle Höflinge vom 5. Rang aufwärts Land verschenkte, erhielt Sakihisa mit 300 koku die größte Gabe. Gleichzeitig trat er als arbiter elegantiae und Förderer der Künste auf, so z. B. beim Bau der Burg Azuchi. Er überwarf sich jedoch mit dem Feldherrn, weshalb er schon zwei Jahre später erneut floh, diesmal zwischen Kagoshima in der Provinz Satsuma und Higo hin- und herpendelnd. Nach seiner erneuten Rückkehr – und Aussöhnung – im zweiten Monat 1576, wurde er 1577/i7/20 an den Hof gerufen. Anfang des folgenden Jahres wurde er zum Großkanzlers (Daijō Daijin); im dritten Monat begleitete er Nobunaga in die Provinzhauptstadt von Kai. Als Nobunaga am 21. Juni 1582 beim Honnōji-Zwischenfall Selbstmord begangen hatte, kam es zu einer unvermeidlichen Wende im Leben Sakihisas.
Vom Amt des Großkanzlers trat er noch im selben Monat zurück. Er trat in ein buddhistisches Kloster ein, danach unter dem Ordensnamen Ryūzan (龍山) bekannt. Zunächst begab er sich nach Nara, dann nach Saga (Provinz Yamashiro) wo er das Saga-ki 1583 vollendete. Der nicht besonders diplomatische Sakihisa weigerte sich Hideyoshi auf dessen Wunsch hin ein Schwert zu zeigen, das er von Nobunaga geschenkt bekommen hatte, da er Hideyoshi für unwürdig hielt. In dem Streit wurde von Tokugawa Ieyasu vermittelt.
Sakihisa adoptierte 1584, wohl gezwungenermaßen, nach Vermittlung durch Maeda Gen’i, Toyotomi Hideyoshi (damals noch Hashiba Hidetoshi), der dadurch die nötige Legitimität erhielt, um die Regentenwürde zu übernehmen. Im Gegenzug adoptierte Hideyoshi Sakahisas Tochter Sakiko, die als Gemahlin des Go-Yōzei-Tennō (r. 1586–1611), den späteren Go-Mizunoo-Tennō gebar (r. 1611-29).
Ab 1585, von zwei kurzen Aufenthalten in Kioto abgesehen, führte er ein abgeschiedenes Dasein in einer Klause des Jishō-ji.
Sakihisa starb 1612/5/8, das schon einen Monat danach ergangene Verbot der Falknerei für Adlige durch Tokugawa Ieyasu wird als persönliche Beleidigung des Verblichenen, eines begeisterten Falkners, gesehen. Sein Grab befindet sich im Tōfuku-ji.

### Familie
Eine seiner Frauen war Hōjuin (1532–1630), die, je nach Quelle, eine Dienerin im Konoe-Haushalt war oder aus dem Klan der Takeda stammte. Sie gilt als die Mutter von Konoe Nobutada. Seine Schwester war mit dem Shogun Ashikaga Yoshiteru verheiratet.
Kinder:
- Ichijōin Sonsei (1563–1616), seit 1576/6/28 Mönch im Kōfuku-ji von Nara
- Konoe Nobutada (1565–1614)
- Kōshōin Sonjō-ni (1565–1627)
- Iriedono Shōryū (1574–1615)
- Sakikio wurde die Frau des Go-Yōzei 1556, kurz vor dessen Regierungsantritt